# Illigera celebica
Illigera celebica là một loài thực vật có hoa trong họ Hernandiaceae. Loài này được Miq. miêu tả khoa học đầu tiên năm 1866.